# Estação Instituto del Petróleo
A Estação Instituto del Petróleo é uma das estações do Metrô da Cidade do México, situada na Cidade do México, entre a Estação Autobuses del Norte, a Estação Politécnico, a Estação Vallejo e a Estação Lindavista. Administrada pelo Sistema de Transporte Colectivo, faz parte da Linha 5 e da Linha 6.
Foi inaugurada em 30 de agosto de 1982. Localiza-se no Eixo Central Lázaro Cárdenas. Atende os bairros Valle del Tepeyac e Nueva Industrial, situados na demarcação territorial de Gustavo A. Madero em a Colônia Lindavista Vallejo. A estação registrou um movimento de 3.333.268 passageiros em 2016.